# 松原市文化会館
松原市文化会館（まつばらしぶんかかいかん）は、大阪府松原市田井城にある多目的文化施設で、指定管理者制度により一般財団法人松原市文化情報振興事業団が管理運営を行っている。2階部分は松原公民館が併設されており、こちらは松原市が直接管理運営を行っている。
松原市の中央部に位置し利便性が高く、様々な催事が行われる。

## 施設
設計は株式会社日匠設計（松原市）による。設置にあたり、昭和52年9月19日条例第24号として松原市文化会館条例が制定された。2013年には耐震補強工事を実施。

### ホール
- 固定席 543席
- 車椅子席あり

### その他（ホール利用時の附帯設備として）
- 展示室1
- 展示室2
- 会議室
- 楽屋1
- 楽屋2
- 楽屋3
- 楽屋4

## 概要
開館時間
- 9:00～22:00（受付は9:00～17:00）

休館日
- 火曜日（祝日を除く）
- 年末年始（12月29日～1月3日）

## アクセス
- 近鉄南大阪線高見ノ里駅から徒歩7分、もしくは河内松原駅から徒歩12分。
- 国道309号「松原警察署西」交差点を東に約200m。1つ目の信号を北に約80m。